# 無政府法規範
無政府法規範（Law without the state）是主要在國家權力之外被認為具有法效力的規範。
這種法規範可以通過以下方式確立：
- 可能出現在制度系統中，例如在現代西發里亞和約之前存在於封建主義歐洲制度系統。[1][2]
- 可以作為慣例法確立，例如由住民社區實踐的慣例法。[3][4]
- 非國家主體可以創造它，例如以「軟法」的形式。
- 根據各種無政府主義理論，它可能是一個社會在沒有正式政府的情況下如何組織自己的結果。[5]